# Gestoorde hengelaar
Gestoorde hengelaar byl nizozemský krátký komediální film z roku 1896. Režiséry byli Machiel Hendricus Laddé (1866–1932) a Johannes Wilhelm Merkelbach (1871–1922). Jedná se o první nizozemský celovečerní film v historii kinematografie.
Film měl premiéru 29. listopadu 1896 v parku Tivoli v Utrechtu. O filmu se ví pouze to, že se jednalo o komediální scénu, kterou doprovázela varhanní hudba. Film je považován za ztracený.